# Long (Somme)
Long  é uma comuna francesa na região administrativa de Altos da França, no departamento de Somme. Estende-se por uma área de 9,19 km². Em 2010 a comuna tinha 627 habitantes (densidade: 68,2 hab./km²).